# Tuta z Formbachu
Tuta z Formbachu (po 1000/1037? – kolem 1100?) byla zakladatelkou kláštera v Subenu v Horních Rakousích a možná i druhou manželkou uherského krále Bély I. (podrobnosti o jejím životě nejsou dostatečně doloženy).

## Život
Tuta byla dcerou hraběte Heinricha I. z Formbachu († kolem roku 1030 nebo 1046) a jeho manželky Himildrud. Z důvodu brzké smrti jediného bratra Herimanna († 1030) se již v dětství stala spolu se svou sestrou Himiltrudis  dědičkou rodinných majetků. S ní si rodové statky rozdělily tak, že do vlastnictví Tuty přešly pozemky kolem Subenu včetně hradu Suben a v Pramtalu, zatímco Himiltrudis získala majetky ležící západně od řeky Inn.
V polovině 11. století Tuta zřídila na hradě Suben kolegiátní klášter, jehož součástí byl také kostel sv. Lamberta.  Během sporu o investituru (1076–1122) došlo k ozbrojeným konfliktům mezi králem Jindřichem IV. a papežem Řehořem VII., v nichž se na papežovu stranu postavila hrabata z Formbachu, pasovský biskup Altmann a bavorský vévoda Welf. V důsledku toho Jindřich IV. roku 1078 obsadil Pasov, vyhnal biskupa a také zdevastoval formbachovské majetky Griesbach, Formbach, Neuburg a pravděpodobně i Suben. Tuta snad uprchla do Uher se svým bratrancem hrabětem Eckbertem I. a v roce 1084 se odtud vrátila.
Klášter v Subenu byl pravděpodobně znovu založen Tutiným pravnukem, biskupem Altmannem z Trentu, mezi roky 1126–1142 (dokument salcburského arcibiskupa Eberharda I. z roku 1153 uvádí: „tridentský biskup Altmannus obnovil subenský kostel založený bývalou královnou Tutou....“).
Po smrti Ryksy Polské se Tuta podle některých historiků pravděpodobně stala druhou manželkou uherského krále Bély I. Jak se dostala na uherský královský dvůr, není známo. Později se provdala za Engelbrechta III., vládce v Korutanech. Rovněž není přesně známo, kdy Tuta zemřela; ještě  roku 1095 jmenovala představeným kláštera v Subenu svého syna Kolomana. Její gotický náhrobek v kostele sv. Lamberta v Subenu pochází až z první poloviny 15. století a byl pravděpodobně zakoupen za probošta Matthäuse Meermosera.
Podle jiných zdrojů mohla být rovněž manželkou uherského krále Petra Orseola a matkou jeho údajné dcery, uherské princezny Vitalie.